# Копитково (Підляське воєводство)
Копитково (пол. Kopytkowo) — село в Польщі, у гміні Штабін Августівського повіту Підляського воєводства.
Населення — 9 осіб (2011).
У 1975-1998 роках село належало до Сувальського воєводства.

## Демографія
Демографічна структура станом на 31 березня 2011 року:
|          | Загалом | Допрацездатний вік | Працездатний вік | Постпрацездатний вік |
| -------- | ------- | ------------------ | ---------------- | -------------------- |
| Чоловіки | 6       | 0                  | 5                | 1                    |
| Жінки    | 3       | 0                  | 3                | 0                    |
| Разом    | 9       | 0                  | 8                | 1                    |